# Extended Graphics Array

Standardní rozlišení obrazovky

XGA, neboli Extended Graphics Array, je standard displejů od IBM uvedený v roce 1990. Dnes je tato zkratka známá jako synonymum pro grafické rozlišení 1024×768 pixelů, ale oficiální definice je širší. XGA nebyla nová a vylepšená náhrada Super VGA, ale spíše jedna podmnožina jeho možností.
Původní verze XGA rozšířila dosavadní VGA přidáním podpory dvou rozlišení:
- 800 × 600 pixelů s high color (to je 16 bitů na pixel, tedy 65536 barev)
- 1024 × 768 pixelů paletou 256 barev (8 bitů na pixel)

XGA-2 přidala podporu true-color (32bitových barev) pro rozlišení 640 x 480, podporu high color (16 bitů) pro rozlišení 1024 x 768, vyšší obnovovací frekvence a také větší výkon hardwarové akcelerace. Všechna rozlišení XGA měla poměr stran 4:3.
Tak jako její předchůdce IBM 8514, XGA nabízela funkce hardwarové akcelerace pro snížení zatížení procesoru při vykreslování 2D grafiky. Akcelerace XGA byla rychlejší než 8514 a nabízela komplexnější podporu vykreslování základních grafických prvků a podporu 16bitového zobrazovacího režimu.
XGA by neměla být zaměňována s VESA z EVGA (Extended Video Graphics Array), která byla vydána ve stejné době.